# ZHVK Dinamo Kazan
ZHVK Dinamo Kazan (ryska женский волейбольный клуб Динамо-Ак Барс) är ett volleybollag (damer) från Kazan, Ryssland. Klubben grundades 2002 och debuterade i ryska superligan i volleyboll säsongen 2009-2010. De har varit mycket framgångsrika, de har vunnit ligan sex gånger, CEV Champions League en gång och världsmästerskapet i volleyboll för klubblag en gång.